# Cophogryllus parvipennis
Cophogryllus parvipennis är en insektsart som beskrevs av Lucien Chopard 1963. Cophogryllus parvipennis ingår i släktet Cophogryllus och familjen syrsor. Inga underarter finns listade i Catalogue of Life.